# Permeancja
Permeancja (przewodność magnetyczna) obwodu magnetycznego – miara charakteryzująca stopień, z jakim materiał pozwala na przepływ strumienia magnetycznego. Wyraża się ją stosunkiem całkowitego strumienia magnetycznego do siły magnetomotorycznej (wyrażonej w amperozwojach) w obwodzie magnetycznym. Permeancja jest odwrotnością reluktancji. Jest wprost proporcjonalna do przekroju poprzecznego i odwrotnie proporcjonalna do długości obwodu. Permeancja jest pojęciem analogicznym do konduktancji. Jednostką permeancji w układzie SI jest henr (tak samo jak indukcyjności, ale oba pojęcia są od siebie różne).
Permeancja może być opisana:
{\displaystyle {\frac {\Phi }{F}}=\Lambda ,}
gdzie:
{\displaystyle \Lambda } – permeancja,
{\displaystyle \Phi } – strumień magnetyczny,
{\displaystyle F} – siła magnetomotoryczna wyrażona w amperozwojach
lub:
{\displaystyle {\frac {\mu \mathrm {A} }{l}}=\Lambda ,}
gdzie:
{\displaystyle \Lambda } – permeancja,
{\displaystyle \mu } – Przenikalność magnetyczna materiału,
{\displaystyle A} – przekrój poprzeczny obwodu wyrażony w metrach kwadratowych,
{\displaystyle l} – długość obwodu w metrach.
Permeancja jako odwrotność reluktancji:
{\displaystyle \Lambda ={\frac {1}{\mathcal {R}}},}
gdzie:
{\displaystyle {\mathcal {R}}} – reluktancja.